# بادي بنسون
بادي بنسون (بالإنجليزية: Buddy Benson)‏ هو لاعب كرة قدم أمريكية أمريكي، ولد في 9 نوفمبر 1933 في رايت في الولايات المتحدة، وتوفي في 22 أبريل 2011.